# Monument aux morts de Montpellier
Le monument aux morts de Montpellier (Hérault, France) est consacré aux soldats de cette commune morts lors des conflits du XXe siècle.

## Caractéristiques
Le monument est érigé dans le coin sud-est de l'esplanade Charles-de-Gaulle. Il est constitué d'une colonnade en hémicycle, de style corinthien. Le fronton porte les noms des principales batailles de la Première Guerre mondiale. Au dessus sont inscrits les mots : « Montpellier à ses enfants morts pour la France ».
Le sous-sol du monument comporte un déambulatoire auquel on accède par un escalier et sur les murs duquel sont inscrits les noms de plus 2 200 soldats de la commune, morts lors des conflits du XXe siècle,.

## Histoire
La décision de construire le monument débute dès la fin de la Première Guerre mondiale, le 18 novembre 1918, mais l'emplacement n'est définitivement choisi que le 28 décembre 1921. Le monument est inauguré le 6 mai 1923. La réalisation est confiée à l'architecte Jacques-Léon Février. Au total, l'édifice coûte 30 000 francs
Initialement érigé au centre du jardin de l'Esplanade, le monument est déplacé vers son extrémité sud-est en 1993, lors de la construction du Corum, le palais des congrès de la ville.
Le monument aux morts est inscrit au titre des monuments historiques le 18 octobre 2018. Il fait partie d'un ensemble de 42 monuments aux morts de la région Occitanie protégés à cette date pour leur valeur architecturale, artistique ou historique.